# Personagem fictícia

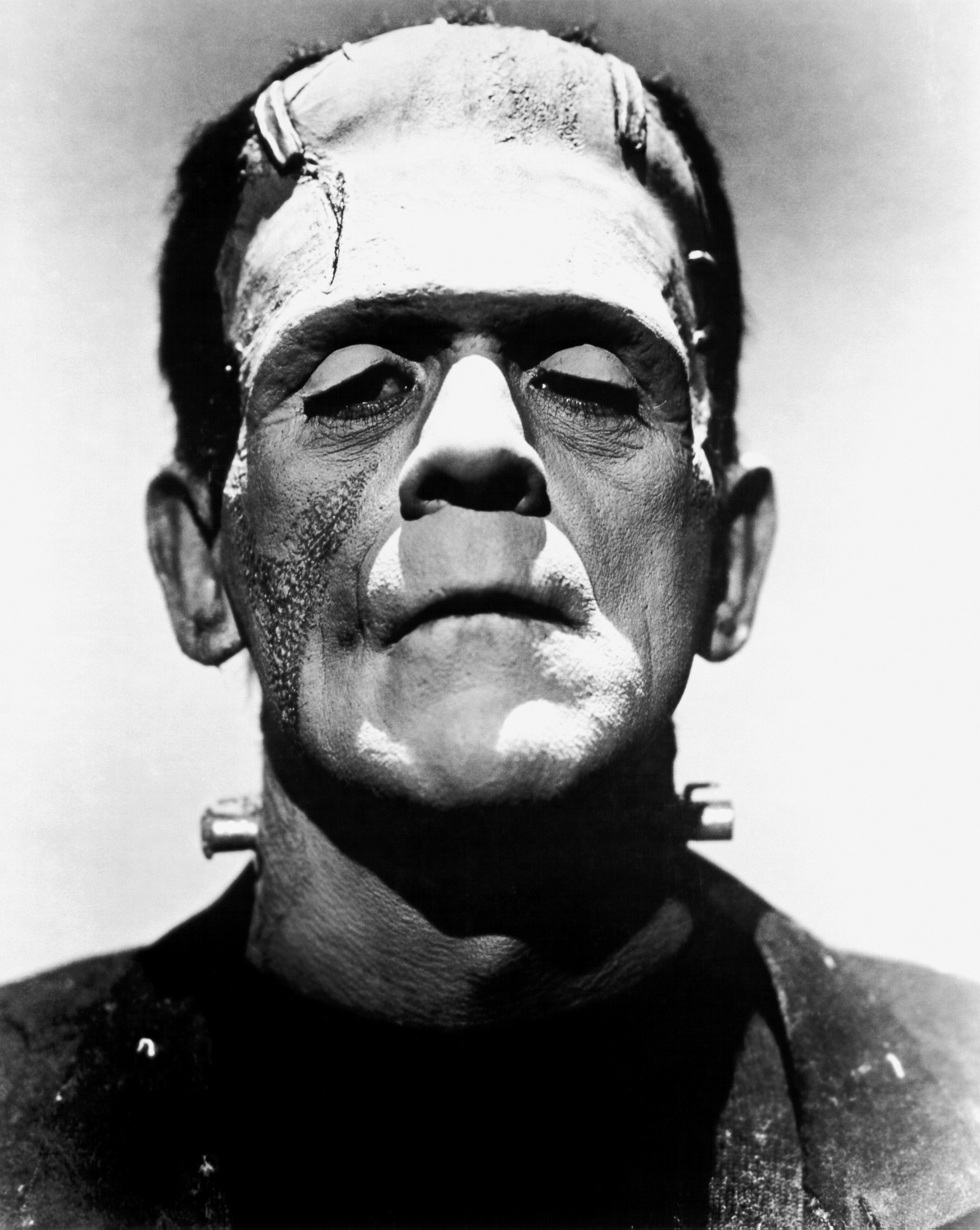
Frankenstein, personagem fictício de livro de mesmo nome

Na ficção, uma personagem fictícia ou ficcional é uma pessoa ou outro ser em uma narrativa (como um romance, peça, rádio ou série de televisão, música, filme ou videogame). Personagens fictícios podem estar presentes em livros, jogos, séries e filmes e podem ser pessoas, animais ou até mesmo seres imaginários.
Em latim, persona é o termo usado para designar a máscara do ator e o sufixo “-age” vem do verbo agere: agir. O personagem designa, portanto, o personagem representado pela máscara, encarnado por um ator, aquele que atua. No teatro romano, vários personagens foram assim personificados: Maccus, Bucco, Dossenus, etc.
O personagem pode ser totalmente fictício ou baseado em uma pessoa da vida real, caso em que a distinção entre um personagem "fictício" e um "real" pode ser feita. Derivado da palavra grega antiga χαρακτήρ, a palavra inglesa data da Restauração, embora tenha se tornado amplamente utilizado após sua aparição em Tom Jones por Henry Fielding em 1749. A partir disso, desenvolveu-se o sentido de "um papel desempenhado por um ator". (Antes desse desenvolvimento, o termo dramatis personae, naturalizado em inglês do latim e significando "máscaras do drama", encapsulava a noção de personagens do aspecto literal das máscaras).
Personagem, particularmente quando representado por um ator no teatro ou cinema, envolve "a ilusão de ser uma pessoa humana". Na literatura, os personagens guiam os leitores através de suas histórias, ajudando-os a entender as tramas e a refletir sobre os temas. Desde o final do século XVIII, a frase" no personagem "tem sido usada para descrever uma representação efetiva de um ator. Desde o século XIX, a arte de criar personagens, praticada por atores ou escritores, tem sido chamada de caracterização.
Um personagem que representa uma determinada classe ou grupo de pessoas é conhecido como um tipo. Os tipos incluem tanto caracteres de estoque quanto aqueles que são mais totalmente individualizados. As personagens de Hedda Gabler (1891) de Henrik Ibsen e Miss Julie (1888) de August Strindberg, por exemplo, são representativas de posições específicas nas relações sociais de classe e gênero, de modo que os conflitos entre as personagens revelar conflitos ideológicos.

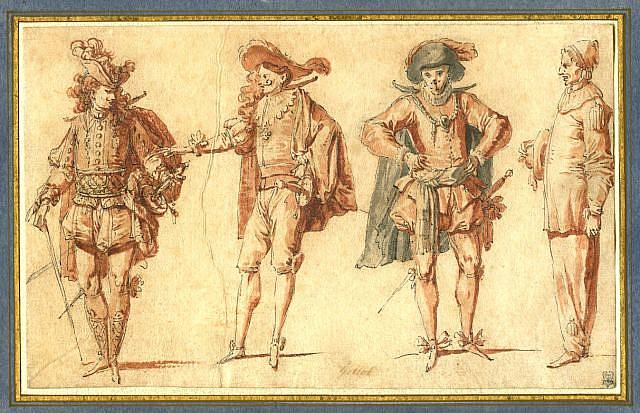
Quatro personagens da commedia dell'arte, cujos figurinos e comportamento indicam os papéis de personagens comuns que eles retratam neste gênero.

O estudo de um personagem requer uma análise de suas relações com todos os outros personagens da obra. O estatuto individual de uma personagem define-se através da rede de oposições (proairética, pragmática, linguística, proxémica) que forma com as outras personagens. A relação entre os personagens e a ação da história muda historicamente, muitas vezes imitando mudanças na sociedade e suas ideias sobre individualidade humana, autodeterminação e ordem social.

## Análise clássica
No primeiro trabalho sobrevivente da teoria dramática, Poética (c. 335 a.C.), o filósofo grego clássico Aristóteles deduz que o personagem (ethos) é uma das seis partes qualitativas da tragédia ateniense e um dos três objetos que ela representa (1450a12). Ele entende personagem não para denotar uma pessoa fictícia, mas a qualidade da pessoa que atua na história e reage a suas situações (1450a5). Ele define caráter como "aquilo que revela decisão, de qualquer tipo" (1450b8). É possível, portanto, ter histórias que não contenham "personagens" no sentido aristotélico da palavra, pois personagem envolve necessariamente tornar claras as disposições éticas de quem pratica a ação. Se, em discursos, o orador "decide ou evita absolutamente nada", então esses discursos "não têm caráter" (1450b9-11). Aristóteles defende a primazia do enredo (mythos) sobre o personagem (ethos). Ele escreve:
Mas o mais importante deles é a estrutura dos incidentes. Pois (i) a tragédia é uma representação não de seres humanos, mas de ação e vida. A felicidade e a infelicidade estão na ação, e o fim [da vida] é um tipo de ação, não uma qualidade; as pessoas são de um certo tipo de acordo com seus personagens, mas felizes ou o oposto de acordo com suas ações. Então [os atores] não agem para representar os personagens, mas eles incluem os personagens por causa de suas ações" (1450a15-23).
Aristóteles sugere que as obras foram distinguidas, em primeiro lugar, de acordo com a natureza da pessoa que as criou: "as pessoas grandiosas representavam boas ações, ou seja, as de boas pessoas", produzindo "hinos e poemas de louvor", enquanto "as pessoas comuns representavam aqueles dos inferiores" por "compor injúrias" (1448b20-1449a5). Com base nisso, surgiu uma distinção entre os indivíduos representados na tragédia e na comédia: a tragédia, junto com a poesia épica, é "uma representação de pessoas sérias" (1449b9-10), enquanto a comédia é "uma representação de pessoas que são bastante inferiores" (1449a32-33).
No Tractatus coislinianus (que pode ou não ser de Aristóteles), a comédia grega antiga é definida como envolvendo três tipos de personagens: o bufão (bômolochus), o ironista (eirōn) e o impostor ou fanfarrão (alazṓn). Todos os três são centrais para a Antiga Comédia de Aristófanes.

Na época em que o dramaturgo cômico romano Plauto escreveu suas peças, dois séculos depois, o uso de personagens para definir gêneros dramáticos estava bem estabelecido. Seu Amphitryon começa com um prólogo no qual Mercúrio afirma que, uma vez que a peça contém reis e deuses, não pode ser uma comédia e deve ser uma tragicomédia.